# Echinogorgia complexa
Echinogorgia complexa är en korallart som beskrevs av Nutting 1910. Echinogorgia complexa ingår i släktet Echinogorgia och familjen Plexauridae. Inga underarter finns listade i Catalogue of Life.